# 김정주 (기업인)
김정주(金正宙, Jung Joo Kim, 1968년 2월 22일~2022년 2월 27일)는 대한민국 서울 출신의 기업인이다. 본관은 경주 김씨다. 서울특별시에서 부친 김교창(金敎昌, 변호사, 서울대학교 법과대학 졸업)과 모친 이연자(李延子, 서울대학교 음악대학 졸업)사이에서 태어났다.
서울대학교 컴퓨터공학과 학사, KAIST 전산학과 석사, 박사 수료 과정을 마쳤다. 박사 과정 중 글로벌 온라인 게임업체 넥슨을 대학 동기 송재경과 함께 창업하고, 세계 최장수 서비스 중인 그래픽 온라인게임 바람의 나라를 개발했다. 이후 넥슨 그룹의 지주회사인 NXC의 대표 이사를 맡았다.
2022년 2월 말, 미국 하와이에서 사망했다.
그의 배우자는 유정현(NXC 감사), 형은 김정우(명지대학교 바둑학과 교수)이며. 그의 첫째 이모부는 김재익(金在益) 청와대 경제수석(1980~1983)이며, 둘째 이모부는 한승주(韓昇洲) 제19대 주미대사이다.

## 학력
- 1986년 2월 - 서울 광성고등학교 졸업
- 1988년 - 일본 조치대학 국제학 과정 수료
- 1991년 2월 - 서울대학교 공과대학 컴퓨터공학과 학사
- 1993년 2월 - KAIST 전산학과 석사
- 1996년 2월 - KAIST 전산학과 박사과정 수료
- 2012년 8월 - 한국예술종합학교 협동과정 예술경영학과 전문사 과정 수료(석사와 동등)

## 경력
- 1996년 - (주)넥슨 창업
- 2005년 - (주)넥슨 대표이사 취임
- 2006년~2022년 - (주)엔엑스씨 대표이사
- 2011년 - 한국과학기술원 겸임교수

## 수상경력
- 2011년 - 동아일보 선정 [10년 뒤 한국을 빛낼 100인] – '도전하는 경제인’부문
- 2012년 - 벤처창업대전 벤처활성화 유공부문 석탑산업훈장 수상
- 2015년 - 제2회 카이스트 공과대학 올해의 동문상

## 같이 보기
- 서민 (기업인)
- 최승우 (기업인)
- 송재경 (1967년)
- 김택진
- 이해진
- 나성균